# Нересхеймские анналы
Нересхеймские анналы (лат. Annales Neresheimenses) — составленные на латинском языке исторические записки Нересхеймского монастыря (близ Эльвангена). Охватывают период с 1049 по 1296 гг. Содержат сведения как по местной, так и по общеимперской истории.

## Издания
- Annales Neresheimenses / ed. O. Abel // MGH SS. T. 10. Hannover, 1852, p. 20-25[1].

## Переводы на русский язык
- Нересхеймские анналы / пер. М. Б. Свердлова // Латиноязычные источники по истории Древней Руси. Германия. Середина XII- середина XIII в. — М.: Институт истории АН СССР, 1990. — С. 396—397.